# Khurda
|  | Per a altres significats, vegeu «Khurda (ciutat)». |

Khurda fou un estat tributari protegit de l'Índia a Orissa, convertit en zamindari el 1804; era el darrer territori governat per la dinastia independent d'Orissa o Utkala; el 1576 fou incoprorat a l'Imperi Mogol i vers el 1592 Gajapati Ramachendra Deva, fill de Danai Bidyadhar, ministre del raja Bhoj, va ser nomenar mansubadar i així van esdevenir feudataris, sota el títol de rages d'Utkala; virtualment independents després de la mort d'Akbar. Els marathes no van poder dominar el territori de jungla amb la seva cavalleria i l'antiga dinastia va conservar de fet la seva independència encara que va haver de pagar tribut des de 1751; els drets marathes foren cedits a la Companyia Britànica de les Índies Orientals el 1803 i el 1804 el raja es va revoltar contra els britànics que van confiscar l'estat i fou pensionat. El territori va restar com a zamindar però el raja fou privat de poders jurisdiccionals, si bé gaudia de gran veneració entre el poble. Una revolta del camperols, deguda als abusos dels oficials administratius bengalís secundaris, va esclatar el 1817 i va tenir suport de l'antic raja, però fou dominada el 1818 i es van introduir reformes per eliminar les causa de les queixes. Del 1818 al 1825 fou erigida en capital de districte. El raja de Khurda (des de 1817 raja de Puri, vegeu Zamindari de Puri) era superintendent hereditari del temple de Jagannath, però va delegar els seus poders per períodes de cinc anys a un oficial britànic, després que el 1871 fou sentenciat per assassinat i deportat a les illes Andaman. El zamindar fou suprimit però algunes terres deixades a la família pel manteniment.

## Llista de rages
- Gajapathi Raja RAMACHENDRA DEVA I, 1592-1607,
- Raja PURUSOTTAM DEVA I 1607-1622 (fill)
- Raja NARASIMHA DEVA 1622-1645 (fill)
- Raja GANGADHARA DEVA 1645 (4 mesos, nebot)
- Raja BALABHADRA DEVA 1645-1655 (germa de Narasima)
- Raja MUKUNDA DEVA I 1655-1690 (fill)
- Raja DIBYASINGHA DEVA I 1690-1720 (fill)
- Raja HAREKRUSHNA DEVA 1720-1725 (germà)
- Raja GOPINATH DEVA 1725-1732 (fill)
- Raja RAMACHENDRA DEVA II (convertit per força a l'islam com HAFIZ QADAR MUHAMMED) 1732-1743 (germà) ,
- Raja PADMANAVA DEVA 1743-abans de 1751
- Raja BIRAKISHORE DEVA I abans de 1751-1780, (net de Ramachendra Deva II)
- Raja DIBYASINGHA DEVA II (net) 1780-1795
- Raja MUKUNDA DEVA II 1795-1804 zamindar 1804-1817

### Zamindars de Khurda, des de 1817 de Puri
- Ramachandradeva III 1808 - 1856
- Birakishore Deva II 1856-1862
- Dibvyasimhadeva III 1862 - 1878
- Mukunda Deva III 1878-1926 (títol personal de raja)
- Ramchandra Dev IV 1926-1955 (+1957)